# ماء زينة

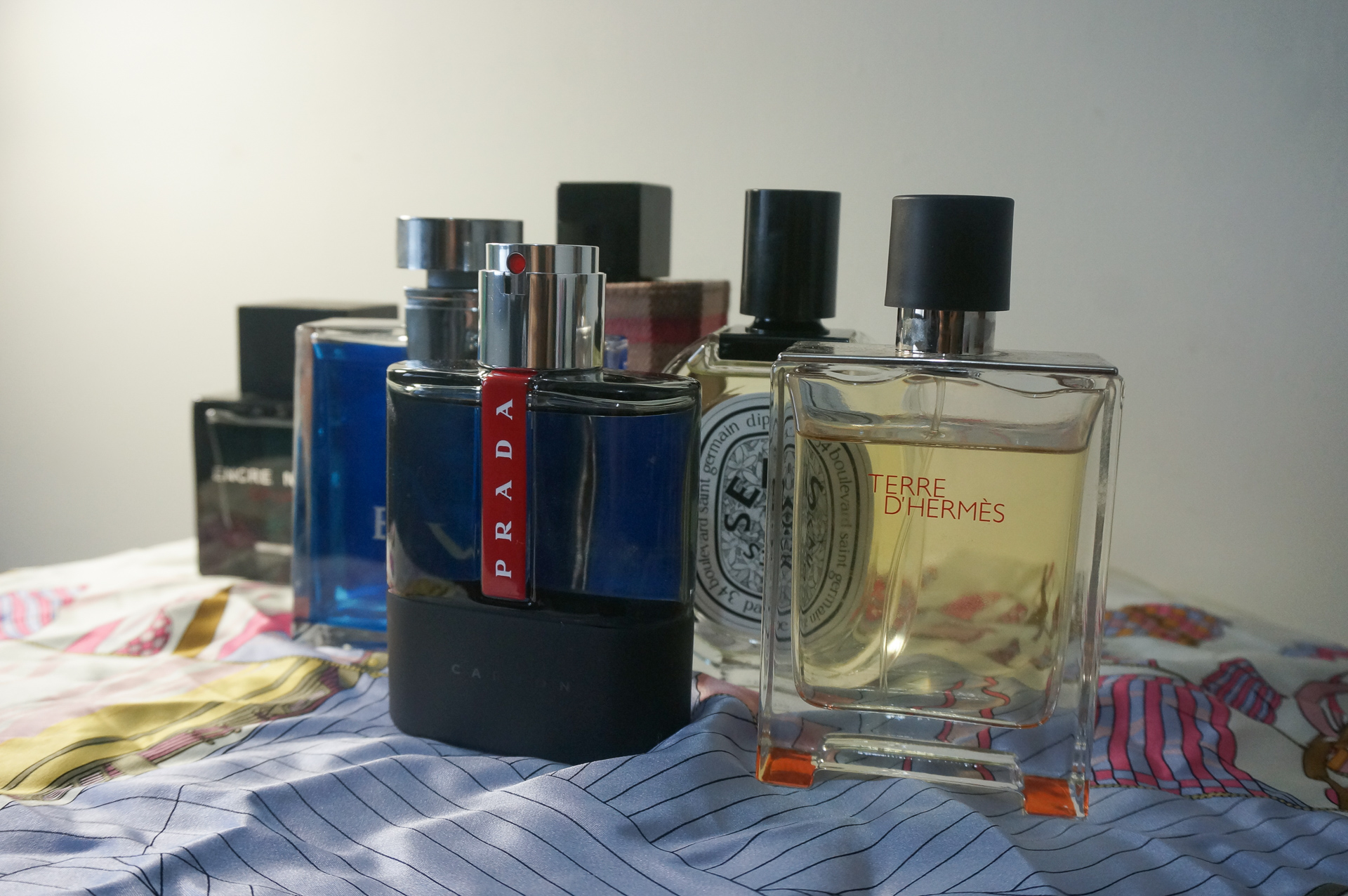
زجاجات ماء الزينة

ماء الزينة (بالفرنسية: Eau de toilette)  وهو عطر خفيف الرائحة. ويشار إليها أيضًا بالماء العَطِر ويحوي نسبة عالية من الكحول. وعادة ما يُرشّ مباشرة على الجلد بعد الاستحمام أو الحلاقة. ويتكون من الكحول والزيوت الطيارة المختلفة.